# Jean-Paul Cahn
Jean-Paul Cahn (* 1945) ist ein französischer Germanist und Historiker.

## Leben
Nach der Promotion 1982 in Metz und Habilitation in Straßburg 1992 lehrte er bis 2011 als Professor an der Universität Paris IV.

## Schriften (Auswahl)
- Le second retour. Le rattachement de la Sarre à l’Allemagne 1955–1957. Bern 1985, ISBN 3-261-04096-3.
- Le Parti Socialdémocrate Allemand et la fin de quatrième République Franc̜aise (1954–1958). Bern 1996, ISBN 3-906754-69-3.
- mit Klaus-Jürgen Müller: La République Fédérale d’Allemagne et la guerre d’Algérie (1954–1962). Perception, implication et retombées diplomatiques. Paris 2003, ISBN 2-86645-480-4.
- als Herausgeber mit Hartmut Kaelble: Religion und Laizität in Frankreich und Deutschland im 19. und 20. Jahrhundert. Religions et lai͏̈cité en France et en Allemagne aux 19e et 20e siècles. Stuttgart 2008, ISBN 978-3-515-09276-0.